# Verein Hamburger Spediteure
Der Verein Hamburger Spediteure e. V. (VHSp) wurde im Jahre 1884 in der Hansestadt gegründet und hat rund 350 Mitglieder.

„Der VHSp ist organisatorisch in die überregionalen Speditionsverbände eingebunden. Über den Deutschen Speditions- und Logistikverband (DSLV) in Berlin und das Europäische Verbindungskomitee des Speditions- und Lagereigewerbes (C.L.E.C.A.T.) können die Hamburger Spediteure Einfluss auf Entscheidungen in Bonn und Brüssel nehmen. Außerdem arbeiten Hamburger Speditionsvertreter in Gremien des Weltspediteurverbandes FIATA und der Internationalen Handelskammer (ICC) in Paris mit. Im Komitee Deutscher Seehafenspediteure werden speziell die gemeinsamen Interessen der deutschen Seehafenspedition wahrgenommen.“

## Verbandszweck
„Der VHSp vertritt die Interessen der Hamburger Spediteure gegenüber der lokalen Verwaltung. Er steht den Behörden beratend zur Seite und trägt dafür Sorge, dass Gesetze und sonstige Vorschriften in Fragen des Güterkraftverkehrs, des Hafens, des Umweltrechts, regionaler zollamtlicher Regelungen, der Steuern und Polizeianordnungen die Bedürfnisse des Speditionsgewerbes in angemessener Weise berücksichtigen. Der VHSp ist in allen für das Speditionsgewerbe relevanten Gremien der örtlichen Handelskammer vertreten.“

## Mitgliedschaft
Die Mitgliedschaft ist freiwillig. Mitglied kann jedes unbescholtene Speditionsunternehmen werden, das seinen Sitz in Hamburg hat und handelsregisterlich eingetragen ist. Bezüglich der handelsregisterlichen Eintragung kann der Vorstand Ausnahmen zulassen.